# Lebutun (Mantelolão)
Lebutun (Lebutu) ist eine osttimoresische Aldeia im Suco Mantelolão (Verwaltungsamt Metinaro, Gemeinde Dili). 2015 lebten in der Aldeia 115 Menschen.

## Geographie und Einrichtungen
Lebutun liegt im Südosten des Sucos Mantelolão. Die Aldeia reicht vom Suco Liurai (Verwaltungsamt Remexio, Gemeinde Aileu) im Westen bis an den Suco Hohorai (Verwaltungsamt Laclo, Gemeinde Manatuto) im Osten. Die Ostgrenze bildet der Lihobani, ein Nebenfluss des Nördlichen Laclós. Im Norden liegen die Aldeias Manularan, Birahu Matan und Sahan, im Süden die Aldeia Has Laran. Von Sahen kommend, durchquert der Beruhunatan Lebutun, auf seinem Weg zu seiner Mündung in den Lihobani. Der Großteil der Aldeia liegt in einer Meereshöhe über 500 m. Nur im Osten zum Lihobani fällt das Land ab.
Das Dorf Lebutun liegt an der Südgrenze der Aldeia, auf dessen anderen Seite sich das Dorf Has Laran befindet. In Lebutun befindet sich die Grundschule Lebutun. Die Siedlung ist trotz ihrer Nähe zur Landeshauptstadt Dili relativ abgelegen. Sie ist nur über einen 90-minütigen Fußmarsch zu erreichen.

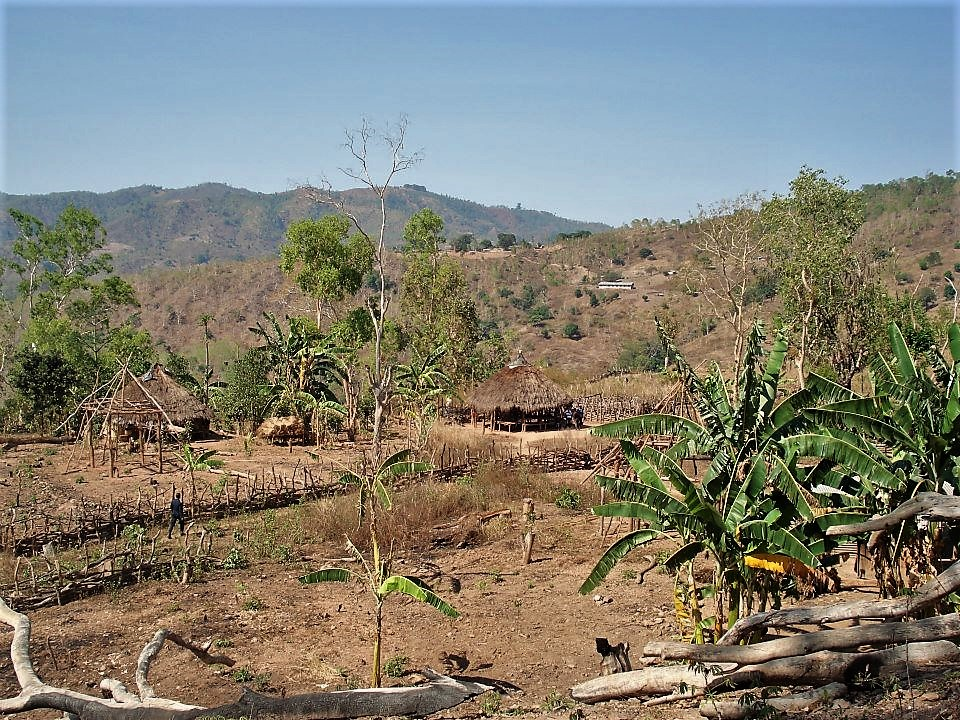
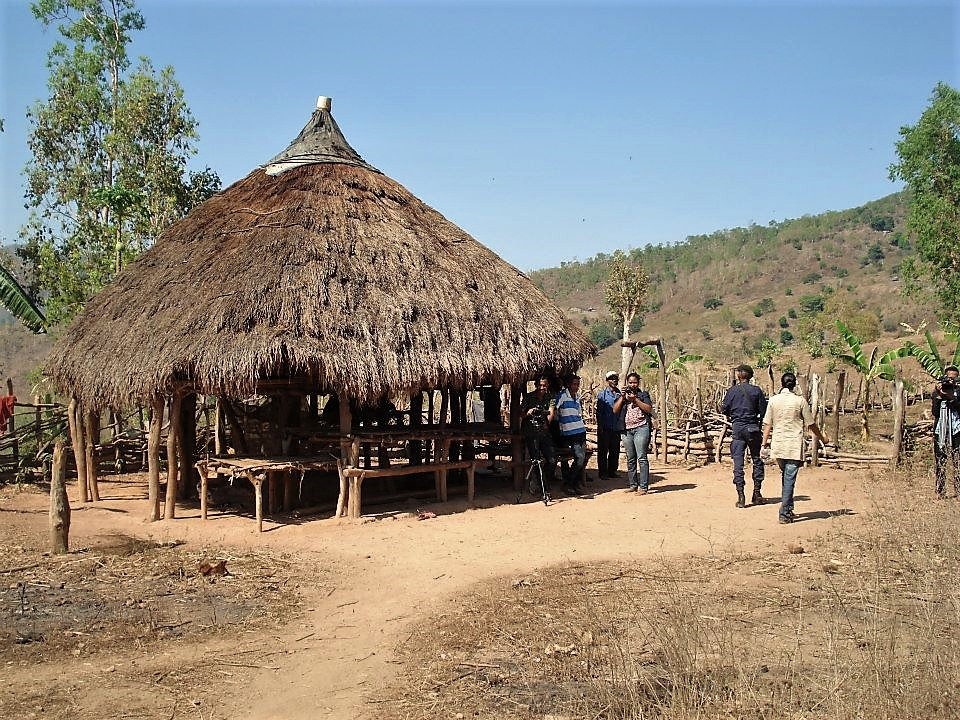
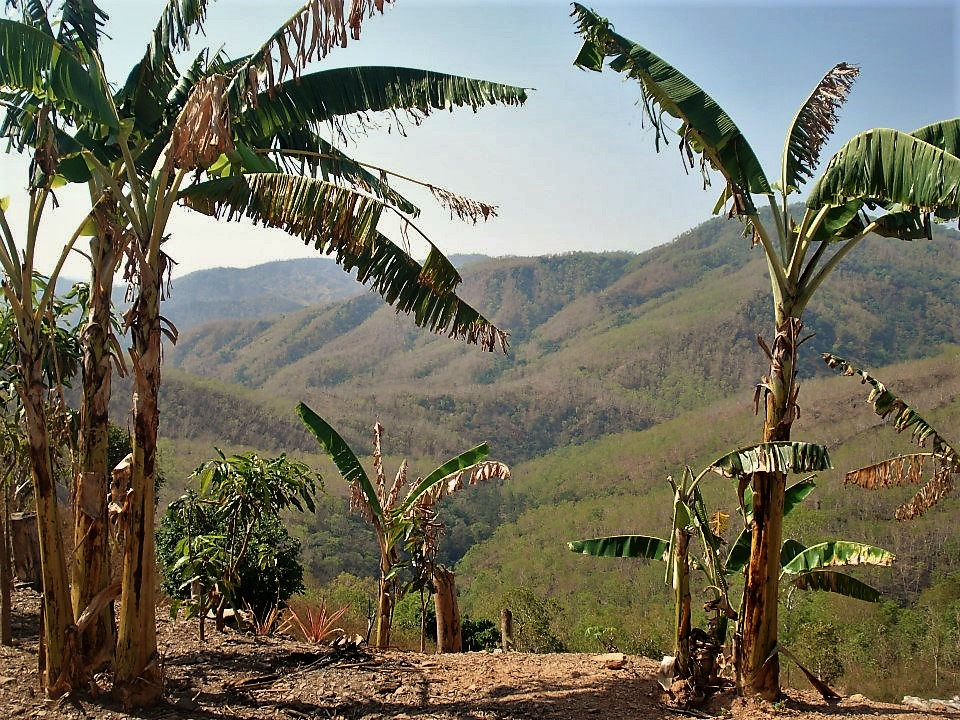
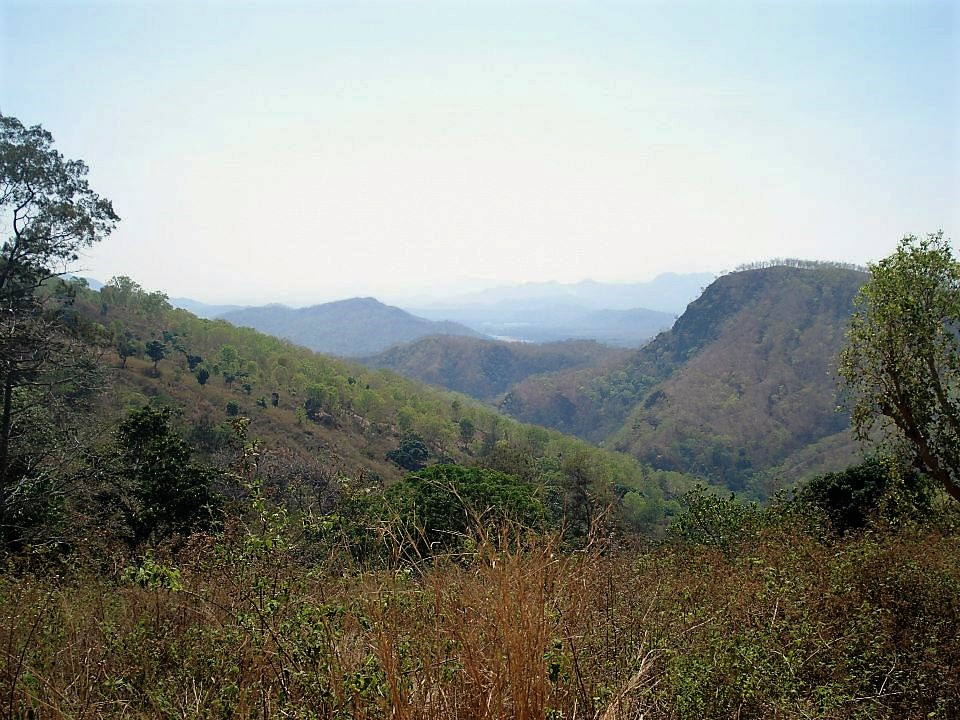